# Gezahegne Abera
Gezahegne Abera (amhariska: ገዛኸኝ ኣበራ), född den 23 april 1978, är en etiopisk före detta friidrottare som tävlade i maratonlöpning.
Aberas första världsmästerskap var i Sevilla 1999 då han slutade 11:a i maraton. Vid OS 2000 i Sydney tog etiopiern sin första stora mästerskapsmedalj då han vann tävlingen. Bedriften upprepade han vid VM 2001 i Edmonton och han är den förste som vunnit maraton i både VM och OS.